# Tămășeu
Tămășeu (Hongaars: Paptamási) is een Roemeense gemeente in het district Bihor.
Tămășeu telt 2010 inwoners, 78,8% is etnisch Hongaar, 15% Roemeen en 3% Roma-zigeuner.
De gemeente bestaat uit de volgende dorpen:
- Tămășeu (Paptamási) 1024 inwoners (931 Hongaren)
- Parhida (Perbárthida) 532 inwoners (255 Hongaren)
- Satu Nou (Kügyipuszta) 222 inwoners (200 Hongaren)
- Niuved (Nyüved) 241 inwoners (217 Hongaren)

De gemeente ligt meteen naast de Hongaarse grens en behoorde tot 1920 en tussen 1940 en 1944 tot dat land, hoewel het een in meerderheid Hongaarse bevolking heeft werd het na het einde van de Eerste- en Tweede wereldoorlog toegewezen aan Roemenië.